# 히라오카정
히라오카정(일본어: 枚岡町)은 일본 오사카부 나카카와치군에 설치되었던 정이다. 현재의 히가시오사카시에 해당한다.

## 역사
- 1889년 4월 1일 - 정촌제 시행에 의해 가와치군 히라오카촌이 성립하였다.
- 1896년 4월 1일 - 군 통합에 의해 나카카와치군이 성립하였다.
- 1939년 7월 15일 - 정으로 승격해 히라오카정이 되었다.
- 1955년 1월 11일 - 구사카촌, 이시기리정, 나와테정이 합병해 히라오카시가 성립하여 동일 히라오카정은 폐지되었다.

## 교통

### 철도
- 긴테쓰 닛폰 철도
  - 긴테쓰 나라선

## 참고문헌
- 角川日本地名大辞典 27 大阪府